# Safia amazonica
Safia amazonica är en fjärilsart som beskrevs av Butler 1879. Safia amazonica ingår i släktet Safia och familjen nattflyn. Inga underarter finns listade.